# سكرتير ماما (فلم)
سكرتير ماما هو فيلم مصري عرض عام 1969، بطولة فريد شوقي ونادية لطفي، ومن إخراج حسن الصيفي.

## قصة الفيلم
تعيش الأرملة كاميليا مع طفلتها أمل التي تلتقي شلبي خلال أدائه لإحدى الفرقات الاستعراضية في المولد فتتعلق به الطفلة للشبه الكبير بينه وبين والدها الراحل، وتعرض عليه كاميليا بعد أن كانت تظنه في البداية هو زوجها أن يعمل سكرتيرا لديها، ويكتشف سرقات واختلاسات في حسابات ممتلكاتها التي يديرها المعلم هريدي.

## طاقم التمثيل
- فريد شوقي: (شلبي أبو ضبة / زعتر بك)
- نادية لطفي: (كاميليا)
- توفيق الدقن: (المعلم هريدي)
- نوال أبو الفتوح: (عشيقة زعتر بك)
- فايزة فؤاد: (حبيبة شلبي)
- نبيلة السيد: (زبيدة - مربية الطفلة أمل)
- محمد شوقي: (باشكاتب)
- إبراهيم سعفان: (السفرجي)
- نيفين: (أمل - طفلة)
- عبد الغني النجدي: (بواب الفيلا)
- عبد المنعم بسيوني: (ضابط شرطة)
- سيف الله مختار
- إبراهيم كمال: (شاويش القسم)
- زينات علوي: (راقصة)
- حسن أتلة: (صاحب السيرك)
- سيد إبراهيم: (شاويش الدورية)
- سيد العربي: (لاعب في السيرك)
- منصور جابر
- علي المعاون: (صاحب عربة الكبدة)
- جلال المصري: (متفرج بالسيرك)
- زكي الحرامي: (سائق التاكسي)
- سيد غنيم: (من رجال هريدي)
- حمدي سالم
- منير ياسين
- الطوخي توفيق
- سيد ياسين وفرقته: (لاعب في السيرك)
- أنور مدكور: (رئيس المباحث)
- محمود العراقي: (ضابط مباحث)
- حللي محمد

## فريق العمل
- إخراج: حسن الصيفي
- قصة: السيد بدير
- سيناريو وحوار: السيد بدير، أنور عبد الله
- مدير التصوير: وديد سري
- مونتاج: فكري رستم
- إنتاج: أفلام إيهاب الليثي
- توزيع داخلي: أفلام جمال الليثي
- توزيع خارجي: وكالة الجاعوني